# Ichneumon tritus
Ichneumon tritus är en stekelart som beskrevs av Heinrich 1961. Ichneumon tritus ingår i släktet Ichneumon och familjen brokparasitsteklar. Inga underarter finns listade i Catalogue of Life.